# Distretto di Salavan
Il distretto di Salavan è uno degli otto distretti (mueang) della provincia di Salavan, nel Laos. Ha come capoluogo la città di Salavan.